# Tom Rooney
Thomas Joseph Rooney dit Tom Rooney, né le 21 novembre 1970 à Philadelphie, est un militaire, avocat et homme politique américain, membre du Parti républicain. Il est membre pour la Floride de la Chambre des représentants des États-Unis de 2009 à 2019.

## Biographie
Tom Rooney est né à Philadelphie et grandit dans le comté de Palm Beach au sein d'une famille aisée, qui a notamment fondé l'équipe des Steelers de Pittsburgh. Il est diplômé du Washington & Jefferson College (en) en 1993, de l'université de Floride en 1996 et de l'université de Miami en 1999. Après ses études, il s'engage dans la United States Army de 2000 à 2004 puis devient avocat. Il travaille notamment au bureau du procureur général de Floride et enseigne le droit constitutionnel à l'Académie militaire de West Point.
En 2008, il se présente à la Chambre des représentants des États-Unis. Candidat dans le 16e district de Floride, qui couvre Palm Beach et la Treasure Coast, il affronte le démocrate sortant Tim Mahoney (en), qui vient d'avouer plusieurs relations extraconjugales. Rooney est élu représentant avec 60,1 % des voix face à Mahoney. Il est réélu pour un second mandat avec 66,8 % des suffrages en 2010. Sa circonscription est redécoupée avant les élections de 2012 et devient plus favorable aux démocrates. Il choisit alors de se présenter dans un district du centre de la Floride, dont une partie correspond à son ancienne circonscription. Dans le 17e district, il rassemble 58,6 % des suffrages face au démocrate William Bronson. Il est réélu avec plus de 62 % des voix en 2014 et 2016.
Après la démission de John Boehner, Rooney critique les blocages du Congrès et le sectarisme des partis. Durant la campagne présidentielle de 2016, il désavoue le candidat républicain Donald Trump. En février 2018, il annonce qu'il ne sera pas candidat à sa réélection en novembre 2018, estimant qu'il est temps pour lui de « raccrocher » après dix années passées au Congrès,,.